# Вроцлавский трамвай
Вроцлавский трамвай — старейшая система трамваев в Польше в городе Вроцлав. Трамвайное сообщение в городе открыто 10 июля 1877 года. Имеется 23 трамвайных линии общей протяжённостью 266 км с 408 остановками. Обслуживается 410 вагонами, 6 трамвайными депо и 20 разворотными кольцами. Ширина вроцлавской колеи 1435 мм. Эксплуатируются трамваи Konstal 105Na, Protram 204 WrAs, Protram 205 WrAs, Škoda 16 T, Škoda 19 T, Pesa Twist и Moderus Beta.

## История

### Конка

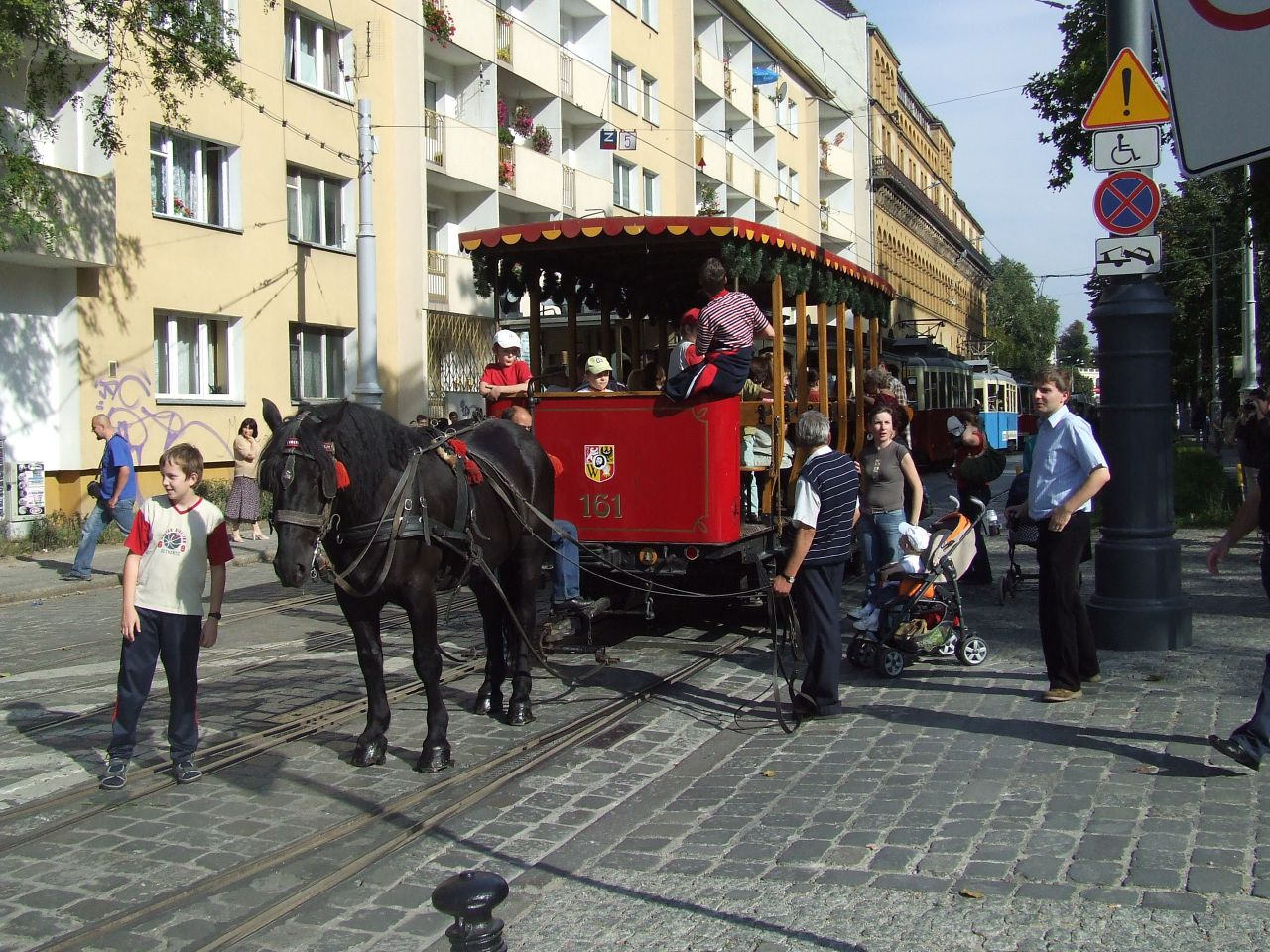
Копия конки, парад 2007 г. во время празднования 130-летия трамвая во Вроцлаве.

4 июля 1876 года предприниматель из Берлина Йоханнес Бюсинг основал концессию на 30 лет для строительства и эксплуатацию конного трамвая в городе Бреслау (ныне Вроцлав). 1 ноября того же года концессия была переименована в Бреславское Улично-Железнодорожное общество (нем. Breslauer Straßen-Eisenbahn-Gesellschaft, BSEG). Первый конный трамвай во Вроцлаве пошел 10 июля 1877 года по маршруту от улицы Красинского до Зоологического сада. Следующая линия соединила нынешний район Кжики и главный вокзал. В 1878 году была сдана к эксплуатации линия от рынка до юго-восточной части города, а в 1884 году — линия до главного вокзала (через улицы Вежбова и Коллонтая).
В 1885 году завершено строительство кольцевой линии. Тогда в эксплуатации было 2 депо: на улице Марии Склодовской-Кюри, 39 и на улице Силезских Повстанцев, 98. Они были оборудованы мойками для лошадей, кузницами, мойками для пассажирских вагонов, огнеупорными помещениями для хранения нефти, весами и тому подобным. После строительства электрического трамвая конные маршруты ликвидировали (последняя конка была ликвидирована 30 июня 1906 года).
BSEG получало большие доходы, в 1878—1909 годах предприятие выплачивало дивиденды в размере минимум 5 %, а в 1899 году — аж 14 %.
| Год  | Количество лошадей | Количество вагонов | Количество перевезенных пассажиров | Количество работающих |
| ---- | ------------------ | ------------------ | ---------------------------------- | --------------------- |
| 1891 | 524                | 86                 | 8,2 млн                            | нет данных            |
| 1900 | 337                | 140                | 15,4 млн                           | 495                   |
| 1909 | 21                 | 394                | 28,3 млн                           | 967                   |

### Введение электрических вагонов

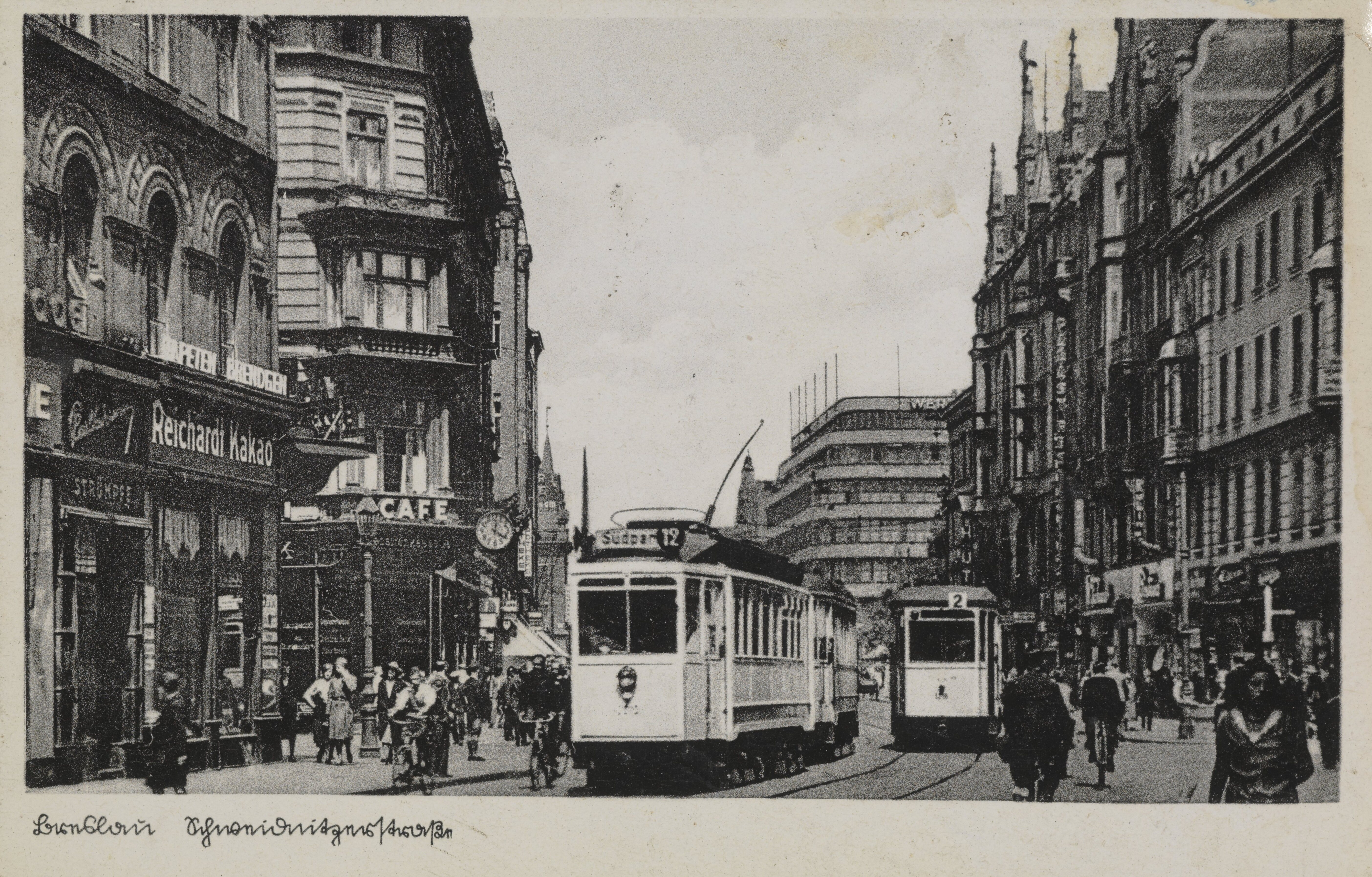
Электрический LH Standard в Вроцлаве, ~1935

2 апреля 1892 года было основано новое трамвайное предприятие под названием АО Бреславские Электрические Трамваи (нем. Elektrische Straßenbahn Breslau AG, ESB) под концессию на 30 лет для строительства и эксплуатации электрических трамвайных сетей. 14 июля 1893 года (по другим источникам, 14 июня) была построена первая линия из Грабишина в Раковец — это первая линия электрического трамвая на территории современной Польши.

### Развитие трамвайной сети

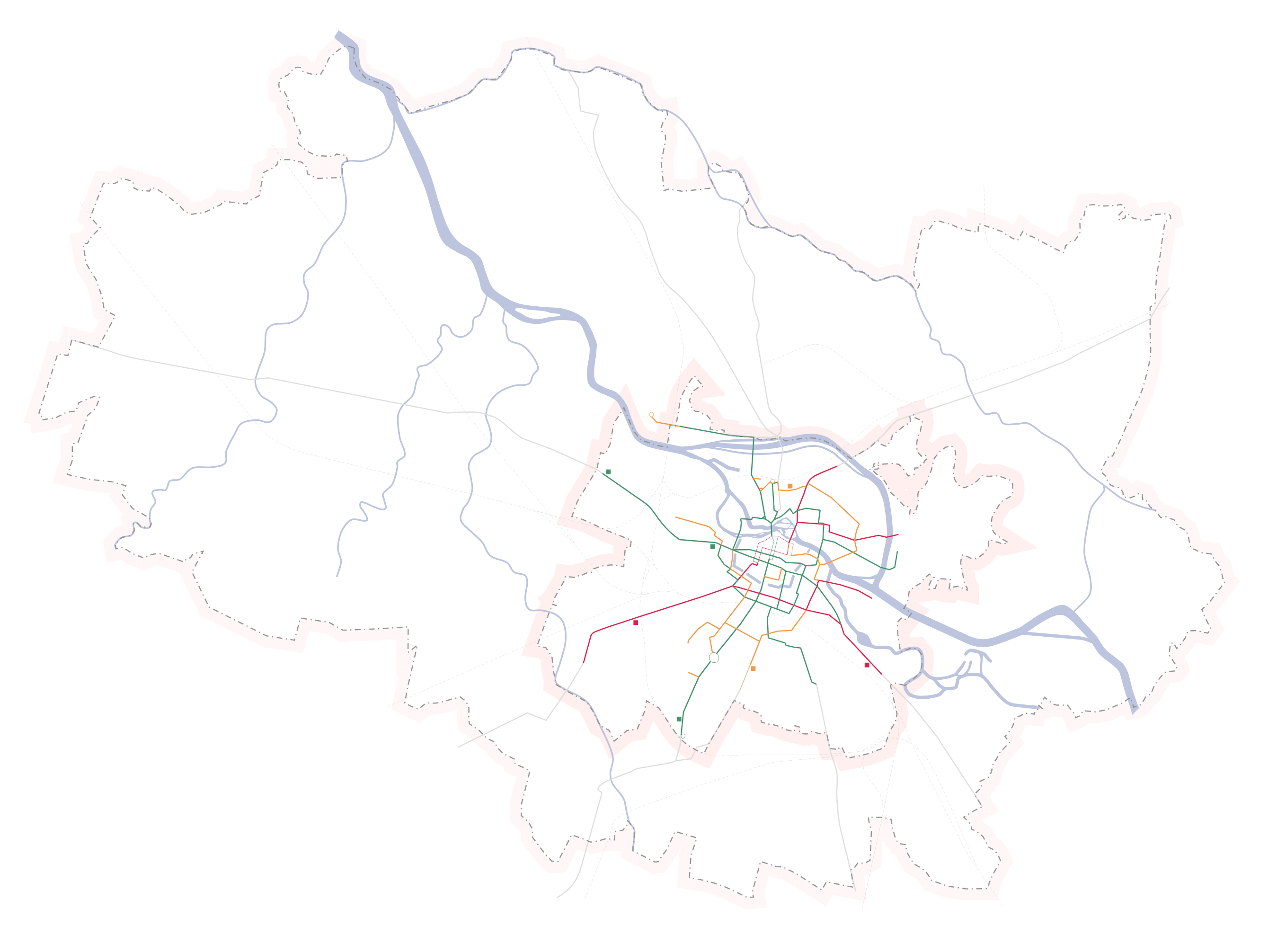
Сеть трамвайных путей в Вроцлаве в 1911:
Красный — BSEG, зелёный — ESB, жёлтый — SSB,
маленькими кругами отмечены трамвайные петли, квадратами — депо

1 августа 1901 открылось третье предприятие — принадлежащая городу компания Городской трамвай Бреслау (нем. Städtische Straßenbahn Breslau, SSB), которая также получила лицензию на строительство и эксплуатацию электрических трамваев. 14 июля 1902 года она открыла первые две линии, которые использовались частично на условиях концессии с обществом BSEG.
В 1911 году город решил выкупить BSEG за сумму в десять миллионов марок, его линии и имущество были интегрированы в SSB, который благодаря этому стал крупнейшим перевозчиком. Были построены два новых депо: первое на Славянской улице (введено в эксплуатацию в 1910 году), второе — на улице Вроблевского (введено в эксплуатацию в 1913 году).
В 1919 году ESB имели 85 моторизованных вагонов, 150 прицепных, на предприятии работало 673 человека и было перевезено 29,6 млн пассажиров.

### Соединение трамвайных сетей города
Конкуренция между предприятиями вызвала быстрое, но относительно неупорядоченное развитие сети. Ещё 6 сентября 1900 года было принято решение городского совета о том, чтобы воспользоваться правом первоочередного выкупа линий после окончания срока концессии ESB. В 1923 году имущество имущество ESB перешло к городу, и линии были присоединены к SSB. В 1924—1927 годах проводилась реконструкция трамвайных линий с целью их оптимизации. Благодаря этому возникла связная трамвайная сеть, которая принципиально не изменилась до наших дней. Также была упрощена структура тарифов. В 1930-х годах штанговые токоприёмники трамваев были заменены на пантографы.

### Вторая мировая война и послевоенное время

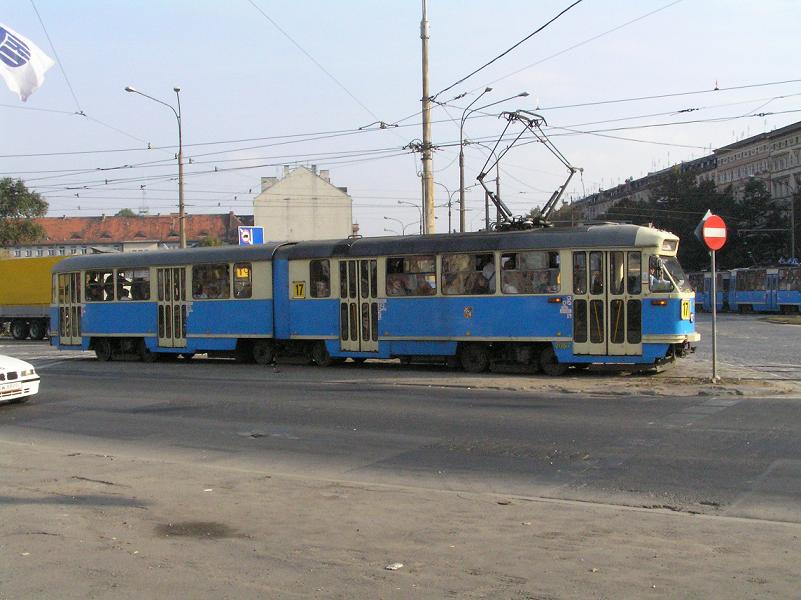
Konstal 102Na

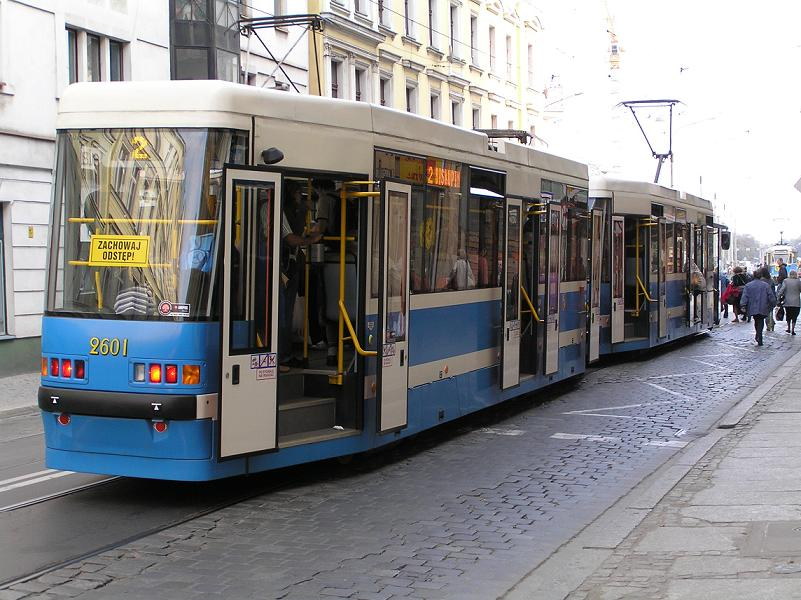
Protram 204WrAs

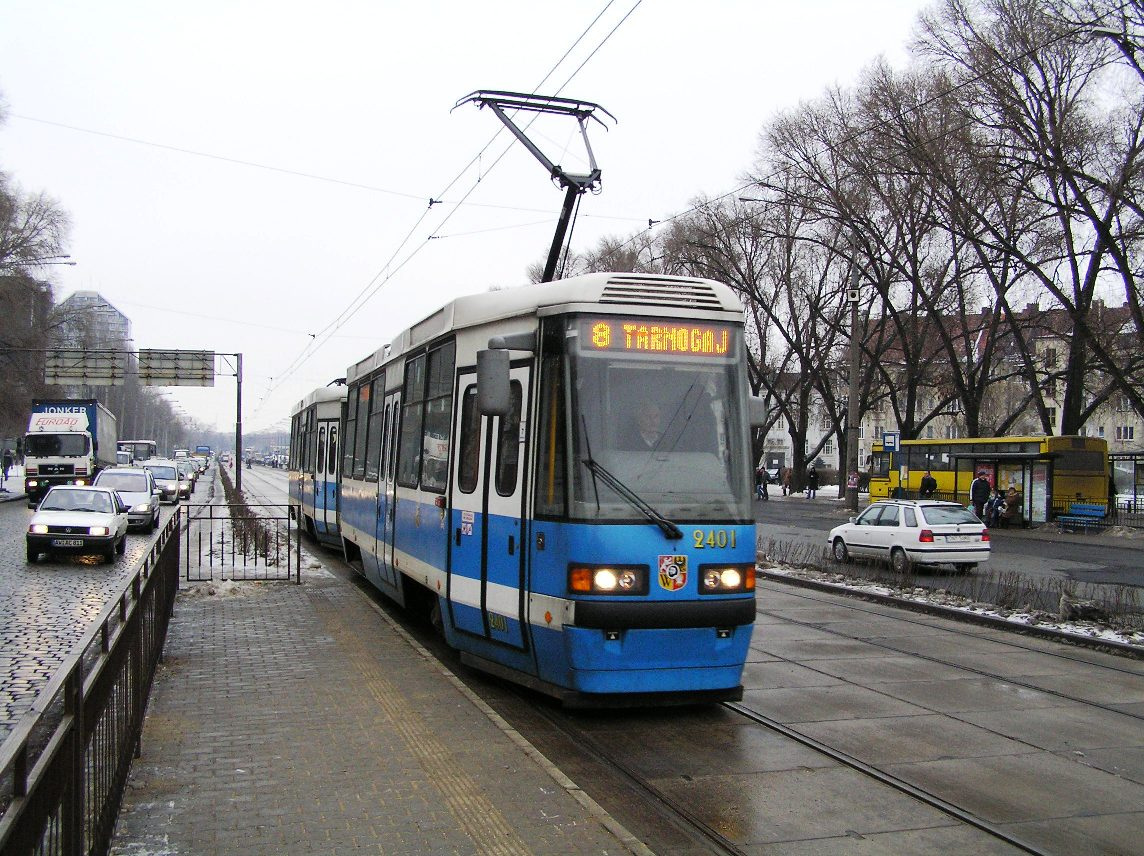
Konstal 105Na

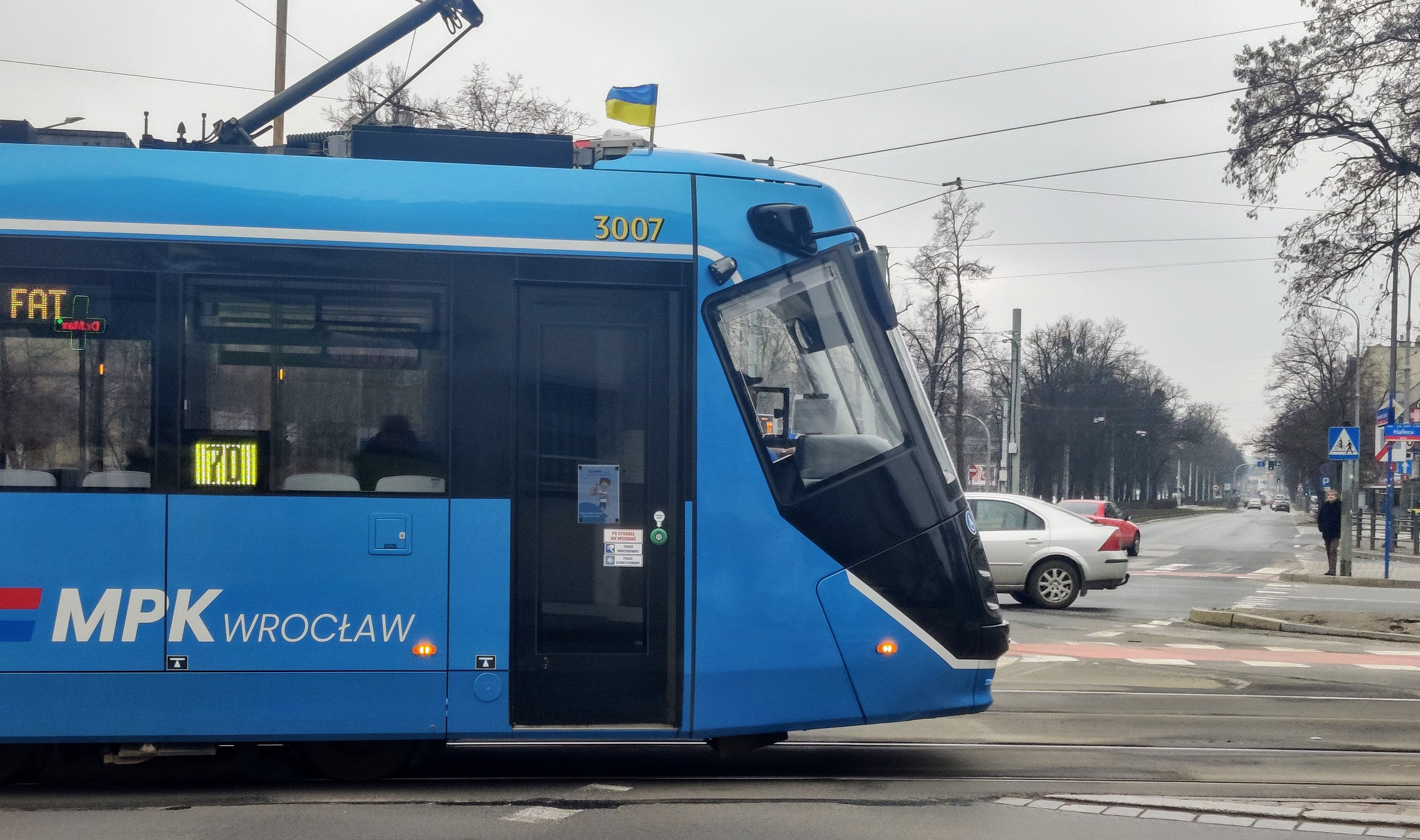
Škoda 16T

В период Второй мировой войны трамвайные линии значительно пострадали. С учётом использования запасов бензина на военные нужды, трамваи должны были перенять также пассажиров автобусов и автомобилей. В ноябре 1943 года была проведена полная реорганизация линии. Стремясь к как можно более эффективного использования трамвайного депо, власти пытались направить все линии так, чтобы каждый участок имел непосредственное сочетание как с рынком, так и с главным вокзалом. Во время войны функционировали санитарные вагоны, перевозившие раненых. В ходе осады Бреслау из трамвайных вагонов строились баррикады.
После войны пригодными к эксплуатации остались лишь около 25 % вагонов. Первая линия трамвая в послевоенном Вроцлаве была запущена 22 июля 1945 года. К концу 1948 года в городе действовало уже 16 трамвайных линий.

## Маршруты по состоянию на 3.09.23
Постоянные маршруты:
- 1 Biskupin — Poświętne
- 2 Biskupin — Krzyki
- 3 Leśnica — Księże Małe
- 4 Oporów — Biskupin
- 5 Cm. Grabiszyński — Księże Małe
- 6 Kromera — Krzyki
- 7 Poświętne — Klecina
- 8 Karłowice — Pl. Dominikański —Tarnogaj
- 9 Sępolno — Park Południowy
- 10 Leśnica — Biskupin
- 11 Oporów — Kromera
- 12 Kozanów — Sępolno
- 13 Nowy Dwór — Stadion Olimpijski
- 14 Dworzec Nadodrze — FAT — Krzyki
- 15 Park Południowy — Karłowice
- 16 Karłowice — Pl. Grunwaldzki — Tarnogaj
- 17 Klecina — Sępolno
- 18 Tarczyński Arena — Popowice — Gaj
- 19 Kozanów — ZOO
- 20 Oporów — Leśnica
- 21 Tarczyński Arena — Pl. Jana Pawła II — Gaj
- 22 Pilczyce — Pułaskiego — Tarnogaj
- 23 Nowy Dwór — Kowale